# Hot ’n’ Juicy
Hot ’n’ Juicy ist eine englische Gesangsgruppe, die von dem deutsch-türkischen Musikproduzenten Mousse T. für die Aufnahme seiner Single Horny ’98 zusammengestellt wurde.

## Hintergrund
Über die Namen der Mitglieder gibt es widersprüchliche Angaben. In den Credits der Single sind die Namen Inaya (Inaya Day), Emma (Emma Lanford) und Nadine (Nadine Richardson) genannt. In der Boulevardzeitung Birmingham Mail ist von einem Duo die Rede, das zunächst aus Emma Lanford und Nadine Richardson bestand. Die beiden Frauen, die im gleichen Hochhaus in Birmingham wohnten, verstärkten sich 1998 durch Nikki Belle vorübergehend zum Trio, bevor Richardson das Projekt 1999 verließ und wieder ein Duo existierte.
Die Single Horny ’98 erreichte 1998 die deutschen Top 30, die österreichischen und Schweizer Top 20 sowie Platz 2 im Vereinigten Königreich. Auf dem 2006 erschienenen Mashup Horny as a Dandy von Mousse T. vs. The Dandy Warhols war laut Singlecredits lediglich Emma Lanford zu hören.